# Козлов, Евгений Валентинович
(Е-Е) Евгений Козлов (в латинской транскрипции (E-E) Evgenij Kozlov) — российский художник, член группы художников-нонконформистов «Новые художники» (Ленинград, 1982—1989), живёт в Берлине. С 2005 г. подписывает работы исключительно псевдонимом «Е-Е».

## Биография
В 1978 году Евгений Козлов примыкает к авангардистской группе «Летопись», сформированной художником Борисом «Бобом» Кошелоховым в 1977 году. В 1982 году становится одним из первых участников группы «Новые Художники», созданной Тимуром Новиковым, который, как и он, входил до этого в состав «Летописи». Участвует практически во всех групповых выставках «Новых Художников», прежде всего в галерее «АССА». В 1984 году здесь же проходит его первая персональная выставка. На особую роль, которую художник играет в группе этого периода, обратила внимание искусствовед Е. Андреева: «Он [Тимур Новиков] отходит от „дикости“ под воздействием строгого стиля Евгения Козлова.»

_{Олег Котельников, Инал Савченков, Георгий Гурьянов, Тимур Новиков, Сергей Бугаев, Игорь Веричев, Валерий Алахов (слева направо). Фото: Евгений Козлов, 1980-е, раскрашено Георгием Гурьяновым.}

В 1980-е годы фотографирует своих друзей, многие из которых известны сегодня как знаковые фигуры российской культуры, в их числе художники Георгий Гурьянов, Олег Котельников, Владислав Мамышев, Тимур Новиков, Вадим Овчинников, Инал Савченков, Иван Сотников, Евгений Юфит, музыканты Олег Гаркуша, Сергей Курёхин, Наталья Пивоварова, Виктор Цой, Новые композиторы Игорь Веричев и Валерий Алахов и многие другие. Фотографии выполняют функцию эскизов, помогая «фиксировать окружающую жизнь с целью дальнейшей её интерпретации, то есть открывать внутреннюю сущность человека». С перспективы сегодняшнего дня эти фотографии, являющиеся частью творческого процесса автора, одновременно представляют собой ценный документальный материал о художественной жизни Ленинграда 1980-х годов.
С 1989 по 1991 год мастерская художника «Русскоее Полее» на наб. реки Фонтанки, 145 — популярное место встречи ленинградских и зарубежных художников и кураторов. В 1990 году здесь проходит совместная художественная акция австрийского акциониста Вольфганга Флатца и Евгения Козлова. В том же году в ателье происходит знакомство с берлинским искусствоведом и куратором Ханнелорой Фобо, ставшей впоследствии супругой художника.
Начиная с 1991 года подолгу бывает в Германии, участвует в художественных проектах в Германии и Франции. На выставке «Путь слонов цвета охры» (Der Weg der ockerfarbenen Elefanten /Le passage des éléphants ocres) в Гамбурге и Шербуре в августе 1991 года представляет гротескную серию из 21 рисунка «Ленинская эротика» и крупномасштабные полотна из серии «Новая классика», которые критика характеризует как самобытные, яркие произведения, выдерживающие любое сравнение. В 1993 г. переезжает в Берлин.
При поддержке фирмы «Отис» арендует совместно с Ханнелорой Фобо в 1994 году фабричный этаж площадью 400 м² для мастерской «Русскоее Полее 2». Большая площадь позволяет художнику развить свои идеи как в крупных форматах, так и в масштабных тематических сериях и циклах. Одним из таких проектов становится выставка-инсталляция «Миниатюры в раю» вокруг берлинской Колонны победы в июне 1995 года. Поднятые на флагштоках «Миниатюры» представляют собой шестнадцать оригинальных картин на ткани размером 5×2 м, на которых варьируются темы ангелов и образы Петербурга и Берлина.
«Русскоее Полее 2» занимает прочное место в художественном ландшафте Берлина. На протяжении всех 14 лет существования мастерской в ней проводятся, помимо персональных выставок Евгения Козлова, различные мероприятия, в том числе выставки российских художников, концерты современной академической и популярной музыки, вечеринки и т. д.
В 1998 году по заказу земельного парламента Берлина пишет портрет М. С. Горбачёва для галереи почётных граждан Берлина в здании парламента. В 1999 году приглашён в качестве художественного руководителя акции в честь 10-летия падения Берлинской стены, устроенного фестивалем «Eurochocolate» города Перуджа, во время которой разрисовывает с берлинскими школьниками 12-метровую стену из 8 тонн шоколада, воздвигнутую итальянскими кондитерами на Потсдамской площади.
Важным этапом творческой биографии художника становится издание «Ленинградского альбома» с эротическими рисунками юноши (108 из 256 сохранившихся) в 2003 году. Годом позже книга попадает в руки кураторов 4-й Берлинской биеннале современного искусства Маурицио Каттелана, Массимилиано Джони и Али Суботника. В 2007 году они публикуют несколько рисунков в своей книге «Charley 05», включив Евгения Козлова в список 100 «выдающихся художников-одиночек».
Особо глубокое впечатление рисунки производят на Массимилинао Джони, который отбирает 150 рисунков для выставки «Остальгия» в нью-йоркском New Museum в 2011 году, считая их отправной точкой всей выставки. Став в 2013 году куратором 55-й Венецианской биеннале, Джони включает эти рисунки в экспозицию «Энциклопедического дворца», основной выставки Биеннале. Рисунки вызывают большой интерес у посетителей выставки: первая партия книг «Ленинградского альбома» распродаётся в книжном магазине павильона за два дня.
В 2008 году начинает большой цикл «Век ХХ» — серии, насчитывающий сегодня более 450 листов графики и столько же так называемых «лайт-боксов» — рисунков на полупрозрачной бумаге.

## Творческая позиция
В 2009 году художник определяет главное течение современного искусства как «Chaose Аrt», к которому причисляет и часть своего творчества. Это искусство характеризуется отсутствием изначального эскиза и плана, смысл которого организуется и строится в процессе исполнения, направленного на создание новой гармонии. В числе лучших представителей этого «универсального стиля ХХ и XXI веков» Евгений Козлов называет таких художников как Василий Кандинский, Пауль Клее, Жоан Миро, Жан-Мишель Баския, Зигмар Польке, Нео Раух и некоторых других. Понятие восходит к слову «хаос» (chaos), а последняя буква «е» — по аналогии с английским «house» — выражает ритмику этого направления, вызывающего как у автора произведения, так и у зрителя объемное переживание, сравнимое с ощущением внутреннего движения и воспринимаемое как чувство глубины и свободы.

## Избранные выставки
- 1984: АССА-Е-Е, галерея АССА, Ленинград
- 1988: The New from Leningrad, Kulturhuset, Stockholm
- 1991: Ленинская эротика, Raab Galerie, Berlin
- 1991: Der Weg der ockerfarbenen Elefanten, Internationales Sommertheater Festival, Kampnagel, Hamburg / Le passage des éléphants ocres, Musée du Théâtre de Cherbourg
- 1995: Miniatures in Paradise, Siegessäule, Berlin
- 1995: Absolute carte blanche, Forum Kunst Rottweil
- 2000: Е-Е (культовые герои 80-х годов), Петербургский архив и библиотека независимого искусства, Пушкинская 10, Санкт-Петербург
- 2005: Transcontinental Nomadenoase, Art Basel Miami Beach
- 2007: The Raw, The Cooked, the Packaged, Museum of Contemporary Art Kiasma, Helsinki
- 2011: Ostalgia, New Museum, New York
- 2012: Без барьеров. Российское искусство 1985—2000, Государственный Русский музей, Санкт-Петербург
- 2013: Il Palazzo Enciclopedico, la Biennale di Venezia
- 2013: АССА: последнее поколение Ленинградского авангарда, Научно-исследовательский музей Российской Академии художеств, Санкт-Петербург
- 2013: Blue Velvet — Works from the Matti Koivurinta Foundation Art Collection, Aboa Vetus & Ars Nova, Turku, Finland
- 2015: E-E=mc3, Hannah Barry Gallery, London
- 2016: E-E WEIGHT. SLEEP, Egbert Baqué Contemporary, Berlin
- 2016: Notes from the Underground, Muzeum Sztuki, Lodz, Poland

## Галерея

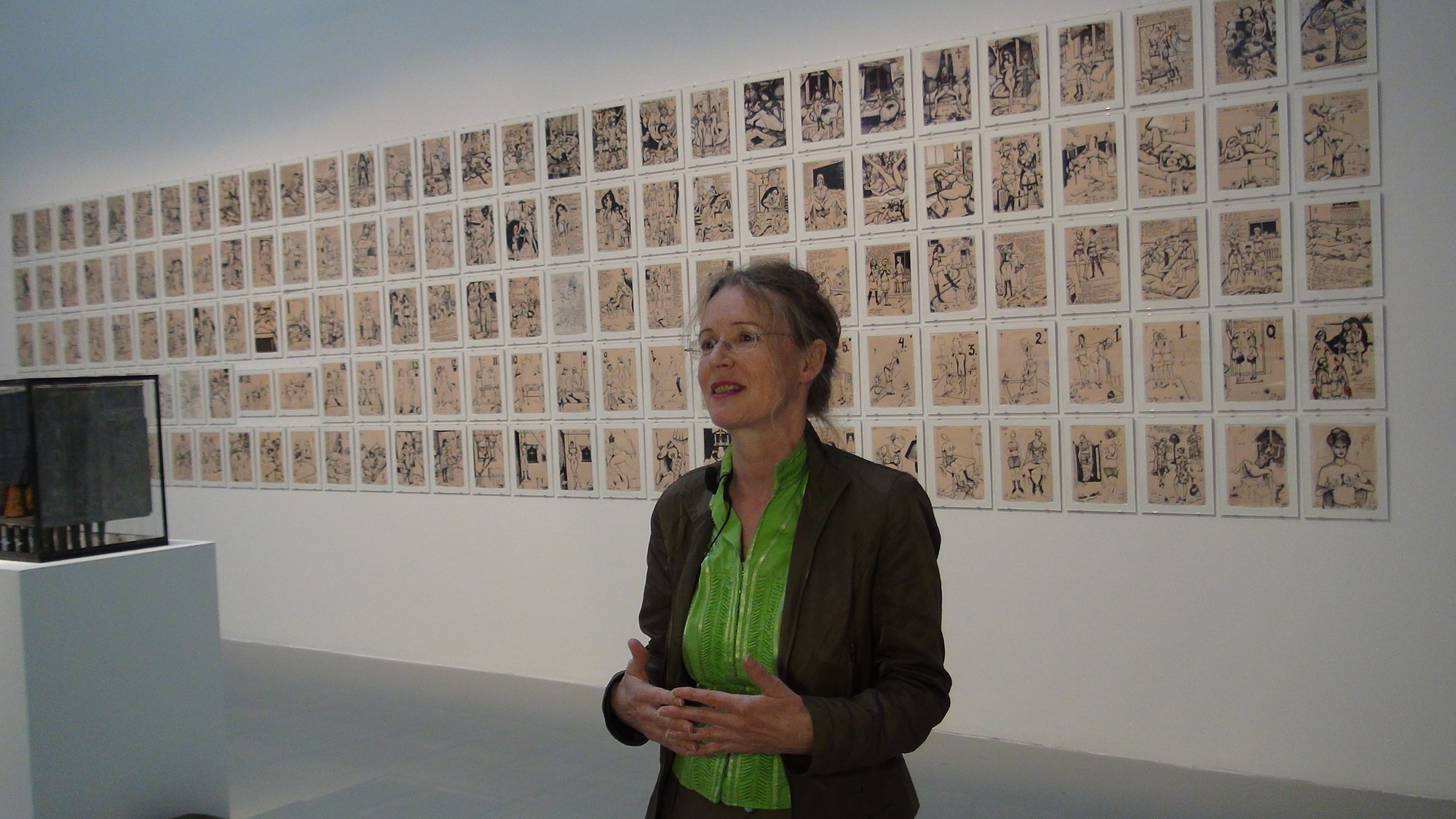
Куратор Ханнелоре Фобо на фоне «Ленинградского альбома» Евгения Козлова, 55-я Венецианская биеннале, 2013
Тимур Новиков (на переднем плане) и Евгений Козлов в галерее «АССА» в 1984 г. Фото из архива Е. Козлова. Фотограф неизвестен.
(Слева направо) Евгений Козлов, Владислав Мамышев-Монро и Георгий Гурьянов в ателье Е. Козлова «Русскоее Полее» в 1990 г. Фотограф неизвестен.